# 梅森 (宣德進士)
梅森（1396年—？），字仲芳，應天府上元縣人，民籍。明朝政治人物。進士出身。

## 生平
應天府鄉試第四十六名。宣德八年（1433年）癸丑科會試第九十二名，殿試登進士第三甲第三十五名。正統元年八月授户部主事，升郎中，景泰三年十一月升山東左參議，天順二年閱視遼東倉粮。

## 家族
曾祖父梅萬實。祖父梅興組。父亲梅景源。母邵氏。永感下。兄林；弟彬。娶顧氏。